# Svetăt e goljam i spasenie debne otvsjakăde
Svetăt e goljam i spasenie debne otvsjakăde (Светът е голям и спасение дебне отвсякъде), conosciuto anche col titolo internazionale The World Is Big and Salvation Lurks Around the Corner (lett. "Il mondo è grande e la salvezza è dietro l'angolo"), è un film drammatico del 2008 diretto da Stefan Komandarev e basato sul romanzo autobiografico Die Welt ist groß und Rettung lauert überall dello scrittore bulgaro-tedesco Ilija Trojanow.

## Trama
In una piccola città di provincia bulgara degli anni ottanta, l'operaio Vasil 'Vasko' Georgiev ha problemi con l'agente locale del Partito Comunista che vuole che Vasko controlli e riferisca sulle attività di suo suocero, Bai Dan. Bai Dan è il "Re del Backgammon" locale ed è accusato dalle autorità locali di aver gestito un laboratorio illegale in cui ripara biciclette e produce set da backgammon. Di fronte a un dilemma morale, Vasko decide di emigrare oltre la cortina di ferro nell'Europa Occidentale con sua moglie Jana e suo figlio Aleksander 'Saško'. La famiglia riesce ad attraversare il confine con l'Italia, ma deve affrontare la prospettiva di una lunga detenzione in un tetro campo profughi finché Vasko non sarà in grado di pagare il loro ingresso clandestino in Germania.
Le sequenze iniziali saltano bruscamente dalla nascita di Saško all'incidente automobilistico in autostrada del 2007 in cui i suoi genitori muoiono mentre tornano in Bulgaria per la prima volta dopo la loro emigrazione. Saško viene portato in ospedale in stato di amnesia. Suo nonno Bai Dan decide di andare in Germania e provare ad aiutarlo a ricostruire il suo passato. Inizia a insegnargli a giocare a backgammon. Dopo essersi rifiutato di giocare, Saško è costretto dal nonno a lasciare l'ospedale e a iniziare un viaggio con lui su una bicicletta tandem, un viaggio di ritorno in Bulgaria, al passato di Saško, all'amore e alle prospettive di un futuro più felice.

## Produzione
Le riprese del film sono state effettuate, tra l'altro, in Bulgaria, a Karlovo; in Germania, a Halle, nel Land della Sassonia-Anhalt; in Italia; in Slovenia, a Kranjska Gora.

## Distribuzione
Il film è stato distribuito in prima visione il 1° ottobre 2009, in Germania.

## Accoglienza
Il film ha ricevuto recensioni generalmente favorevoli da parte della critica cinematografica e del pubblico, avendo ricevuto più di 20 premi del festival. Agli Oscar del 2010, inoltre, il film è entrato nella lista dei nove candidati per l'Oscar al miglior film straniero, poi vinto dal film argentino Il segreto dei suoi occhi (El secreto de sus ojos) diretto da Juan José Campanella.

## Riconoscimenti
- 2008 - Bergen International Film Festival
  - Premio della giuria a Stephan Komandarev
- Bulgarian Film Academy Awards
  - 2009 - Candidatura al miglior film a Stefan Kitanov, Thanassis Karathanos, Danijel Hocevar, András Muhi e Karl Baumgartner
  - 2009 - Candidatura alla migliore sceneggiatura a Yurii Dachev, Stephan Komandarev, Dusan Milic e Ilija Trojanow
  - 2009 - Candidatura alla migliore attrice non protagonista a Lyudmila Cheshmedzhieva
  - 2009 - Candidatura al miglior attore non protagonista a Nikolai Urumov
  - 2010 - Miglior montaggio a Nina Altaparmakova (condiviso con The Town of Badante Women e Loven park)
- 2010 - Chicago European Union Film Festival
  - Premio del pubblico a Stephan Komandarev
- 2010 - Palm Springs International Film Festival
  - Candidatura al miglior lungometraggio narrativo a Stephan Komandarev
- 2010 - Santa Barbara International Film Festival
  - Candidatura al miglior cinema del blocco orientale a Stephan Komandarev
- 2008 - Sofia International Film Festival
  - Miglior lungometraggio bulgaro a Stephan Komandarev
  - Premio del pubblico a Stephan Komandarev
- 2009 - Taipei Film Festival
  - Premio speciale della giuria - Warsaw Competition a Stephan Komandarev
  - Candidatura al Grand Prix a Stephan Komandarev
- 2008 - Tallinn Black Nights Film Festival
  - Premio Don Quixote a Stephan Komandarev
  - Menzione speciale a Stephan Komandarev
  - Candidatura al Grand Prize a Stephan Komandarev
- 2008 - Zurigo Film Festival
  - Premio del pubblico a Stephan Komandarev
  - Candidatura al miglior lungometraggio internazionale a Stephan Komandarev